# MRPS18A
MRPS18A (англ. Mitochondrial ribosomal protein S18A) – білок, який кодується однойменним геном, розташованим у людей на короткому плечі 6-ї хромосоми. Довжина поліпептидного ланцюга білка становить 196 амінокислот, а молекулярна маса — 22 184.
| 10         |  | 20         |  | 30         |  | 40         |  | 50         |
| ---------- |  | ---------- |  | ---------- |  | ---------- |  | ---------- |
| MAALKALVSG |  | CGRLLRGLLA |  | GPAATSWSRL |  | PARGFREVVE |  | TQEGKTTIIE |
| GRITATPKES |  | PNPPNPSGQC |  | PICRWNLKHK |  | YNYDDVLLLS |  | QFIRPHGGML |
| PRKITGLCQE |  | EHRKIEECVK |  | MAHRAGLLPN |  | HRPRLPEGVV |  | PKSKPQLNRY |
| LTRWAPGSVK |  | PIYKKGPRWN |  | RVRMPVGSPL |  | LRDNVCYSRT |  | PWKLYH     |

A: Аланін

C: Цистеїн

D: Аспарагінова кислота

E: Глутамінова кислота

F: Фенілаланін

G: Гліцин

H: Гістидин

I: Ізолейцин

K: Лізин

L: Лейцин

M: Метіонін

N: Аспарагін

P: Пролін

Q: Глутамін

R: Аргінін

S: Серин

T: Треонін

V: Валін

W: Триптофан

Кодований геном білок за функціями належить до рибонуклеопротеїнів, рибосомних білків. 
Задіяний у такому біологічному процесі, як альтернативний сплайсинг. 
Локалізований у мітохондрії.